# Котов-Хроменко Віктор Омелянович
Віктор Омелянович Котов-Хроменко (29 вересня 1924 — 27 вересня 1978) — український радянський психолог, педагог.

## Біографія
Віктор Омелянович Котов-Хроменко народився 29 вересня 1924 року в Одесі
З серпня 1941 року до червня 1946 року перебував у лавах Червоної Армії. Воював у складі частин Південного, Центрального, Прибалтійського фронтів.
У 1952 році закінчив філологічний факультет Одеського державного університету. Потім навчався в аспірантурі при кафедрі психології Одеського педагогічного інституту.
В 1957 році захистив кандидатську дисертацію «Особливості часової перспективи у дитини середнього шкільного віку». В 1963 році присвоєно вчене звання доцента по кафедрі психології.
В 1956—1960 роках працював старшим викладачем кафедри психології Одеського державного університету. У січні 1960 року перейшов на роботу в Одеський державний педагогічний інститут ім. К. Д. Ушинського. З вересня 1960 року до червня 1965 року працював заступником директора (проректором) з навчально-наукової роботи, а у 1965—1970 роках — проректором з наукової роботи. В 1967—1976 роках  очолював кафедру психології Одеського педагогічного інституту.
В 1976 році був обраний за конкурсом завідувачем кафедри психології Одеського державного  університету ім. І. І. Мечникова.
Є автором 33 наукових публікацій, зокрема монографії, що була присвячена проблемам управління процесом навчання у вищому навчальному закладі. Працював над докторською дисертацією.
Помер 27 вересня 1978 року в місті Одеса. Похований на Другому християнському кладовищі.

## Праці
- Особенности временной перспективы у ребенка среднего школьного возраста [Текст] : автореферат диссертации на соискание ученой степени кандидата пед. наук (по психологии). — Одесса,  1957. — 16 с.
- Взаємодія сигнальних систем дійсності і сприйняття часу.// Праці Одеського державного університету. — Т. 147. –  Одеса, 1957. –  С. 69 — 77.
- Типологические особенности высшей нервной деятельности и восприятие времени.// Проблемы восприятия пространства и времени. — Ленинград, 1961. — С. 163—165.
- Вопросы программированного обучения в средней школе и педагогических учебных заведениях. — К., 1970. — 172 с.
- Воспитание культуры поведения младших школьников [Текст]: методический материал. — К.,  1974. — 112 с.
- Психолого-педагогические основы управления процессом обучения в вузе. — Одесса, 1976. — 96 с.

## Нагороди
- Три ордени Червоної Зірки
- Медалі «За перемогу над Німеччиною у Великій Вітчизняній війні 1941—1945 рр.», «За бойові заслуги» та ін.